# Multics Emacs
Multics Emacsは、Emacsテキストエディタの初期の実装である。これは、1976年のオリジナルのTECO Emacs実装の後継として、また後のGNU Emacsの前身として、1978年にハネウェルのCambridge Information Systems Labでバーナード・グリーンバーグによってMaclispで作成された。
Multics Emacsは、プログラミング言語Lispで作成された最初のEmacsバージョンであると主張されているが、同じ主張は、1970年代後半に作成されたLISPマシンエディタEINEとZWEIについてもなされている。エディタ自体がLispで作成されただけでなく、ユーザーが提供する拡張機能もLispで作成された。Lispを選択したことで、これまで以上に拡張性が向上し、その後のほとんどのEmacs実装で採用された。
編集中のテキストにTECOのギャップバッファ表現を使用する代わりに、テキスト行の双方向リストを使用した。